# Musculus rectus capitis lateralis
Der Musculus rectus capitis lateralis (lat. für „seitlicher gerader Kopfmuskel“) ist ein kleiner, kurzer und flacher Skelettmuskel im Bereich des tiefen Nackens und liegt seitlich des ersten Kopfgelenks. Er zieht vom Querfortsatz des Atlas zum Processus jugularis des Hinterhauptsbeins.
Er gehört zum tiefen Nackendreieck, nicht aber zur sogenannten ortsständigen Rückenmuskulatur im engeren Sinne, denn er wird vom Ramus anterior des C1 innerviert, genauso wie der Musculus rectus capitis anterior. Zu den kurzen Nackenmuskeln gehören außerdem noch Musculus rectus capitis posterior major, Musculus rectus capitis posterior minor, Musculus obliquus capitis superior und Musculus obliquus capitis inferior. Diese Muskelgruppe wird vom ersten Spinalnerv des Halses (C1), dem Nervus suboccipitalis, innerviert und bewirkt die Aufrechthaltung des Kopfes.